# 東京物語 (森進一の曲)
『東京物語』（とうきょうものがたり）は、1977年10月5日に発売された森進一の41枚目のシングル。

## 解説
- 本楽曲は、1976年発売の「故郷」以来となる阿久悠が作詞を担当し、作曲には初めて川口真を迎え、森が川口メロディーに初挑戦する作品となった。

- 森は本楽曲で、1977年の「第28回NHK紅白歌合戦」に出場した。また、本楽曲をモチーフにTBS系テレビドラマ「明日の刑事」の第4話『男と女の東京物語』（1977年10月26日放映）が制作されており、森自身もゲスト出演した。

- 森自身は自らのライブ（コンサート）では本曲をアンコールに持ってきて歌うことが多い[1]。

- また、本曲は森が渡辺プロダクション所属当時に発表した楽曲であるため、原盤管理権は渡辺プロダクション傘下の渡辺音楽出版が所有している[2]。

## 収録曲
- 両楽曲共に、作詞：阿久悠／作曲：川口真

1. 東京物語（3分10秒）
編曲：馬飼野康二
2. わる（3分33秒）
編曲：川口真

## カバー
- 近田春夫&ハルヲフォン（1978年、アルバム『電撃的東京』収録。）
- チェウニ（2002年、アルバム「Tokyo・トーキョー・東京」収録。）
- 山内惠介（2013年、アルバム『時代を超えた同歳』収録。）